# Liga del Fútbol Profesional Boliviano 1994
La Liga de Fútbol Profesional Boliviano 1994 è stata la 18ª edizione della massima serie calcistica della Bolivia, ed è stata vinta dal Bolívar.

## Formula
Il torneo è strutturato in due fasi; le prime due classificate di ogni fase a gruppi si scontrano in un girone a sei squadre, al termine del quale viene proclamato il vincitore del titolo.

## Prima fase

### Fase a gironi
Legenda
|  | Qualificata alla fase successiva |

#### Gruppo A
| Pos. | Squadra         | Pt | G  | V | N | P  | GF | GS | DR  |
| ---- | --------------- | -- | -- | - | - | -- | -- | -- | --- |
| 1    | Wilstermann     | 15 | 12 | 6 | 3 | 3  | 21 | 10 | +11 |
| 2    | Real Santa Cruz | 15 | 12 | 6 | 3 | 3  | 15 | 9  | +6  |
| 3    | Blooming        | 14 | 12 | 5 | 4 | 3  | 21 | 12 | +9  |
| 3    | Bolívar         | 14 | 12 | 5 | 3 | 4  | 19 | 18 | +1  |
| 5    | Destroyers      | 11 | 12 | 3 | 5 | 4  | 10 | 16 | -6  |
| 6    | Ciclón          | 2  | 12 | 1 | 0 | 11 | 9  | 33 | -24 |

#### Gruppo B
| Pos. | Squadra           | Pt | G  | V | N | P  | GF | GS | DR  |
| ---- | ----------------- | -- | -- | - | - | -- | -- | -- | --- |
| 1    | Ind. Petrolero    | 17 | 12 | 7 | 3 | 2  | 21 | 10 | +11 |
| 2    | San José          | 15 | 12 | 7 | 1 | 4  | 23 | 20 | +3  |
| 3    | Oriente Petrolero | 14 | 12 | 6 | 2 | 4  | 22 | 13 | +9  |
| 3    | The Strongest     | 14 | 12 | 5 | 4 | 3  | 16 | 13 | +3  |
| 5    | Guabirá           | 11 | 12 | 4 | 3 | 5  | 15 | 18 | -3  |
| 6    | Metalsan          | 3  | 12 | 1 | 1 | 10 | 9  | 29 | -20 |

### Semifinali

#### Andata
| Arbitro: | Peña |

|                                             |           |  |
| Taborga 9’ Kekes 18’, 69’ (rig.) Urruti 85’ | Marcatori |  |

| Arbitro: | Ortubé |

|                       |           |           |
| Zabala 33’ Seixac 48’ | Marcatori | 83’ Jason |

#### Ritorno
| Arbitro: | Ortubé |

|                                        |           |  |
| Pérez 41’ Valverdi 43’ Cossio 89’, 92’ | Marcatori |  |

| Arbitro: | Lugones |

|                                  |           |                   |
| Navarro 14’ Flores 18’ Jason 77’ | Marcatori | 74’ (rig.) Zabala |

In seguito al risultato complessivo di parità al termine delle semifinali, avanzano Independiente Petrolero e Wilstermann in virtù del miglior risultato ottenuto nel girone.

### Finale

#### Andata
| Arbitro: | Peña |

|                              |           |              |
| Maladot 51’, 74’ Lavezzi 61’ | Marcatori | 46’ González |

#### Ritorno
| Arbitro: | Saucedo |

|              |           |  |
| González 64’ | Marcatori |  |

#### Spareggio
| Arbitro: | Ortubé |

|                                              |           |                                  |
| Maladot 59’, 85’ Angola 73’, 83’ Taborga 90’ | Marcatori | 27’ Seixac 51’ Arce 55’ González |

## Seconda fase

### Fase preliminare

#### Gruppo A
| Pos. | Squadra       | Pt | G  | V | N | P  | GF | GS | DR  |
| ---- | ------------- | -- | -- | - | - | -- | -- | -- | --- |
| 1    | Ciclón        | 16 | 12 | 7 | 2 | 3  | 20 | 12 | +8  |
| 2    | Wilstermann   | 14 | 12 | 6 | 2 | 4  | 18 | 13 | +5  |
| 3    | The Strongest | 12 | 12 | 5 | 2 | 5  | 18 | 12 | +6  |
| 3    | Guabirá       | 12 | 12 | 5 | 2 | 5  | 13 | 16 | -3  |
| 5    | Blooming      | 11 | 12 | 5 | 1 | 6  | 20 | 14 | -6  |
| 6    | Metalsan      | 2  | 12 | 1 | 0 | 11 | 2  | 34 | -32 |

Il Ciclón, dato il suo ultimo posto nella prima fase, non può avanzare al girone finale, così come il Wilstermann, già qualificato grazie alla vittoria della prima fase; avanzano dunque The Strongest e Guabirá.

#### Gruppo B
| Pos. | Squadra           | Pt | G  | V | N | P | GF | GS | DR  |
| ---- | ----------------- | -- | -- | - | - | - | -- | -- | --- |
| 1    | Bolívar           | 18 | 12 | 8 | 2 | 2 | 26 | 10 | +16 |
| 2    | Real Santa Cruz   | 15 | 12 | 6 | 3 | 3 | 14 | 9  | +5  |
| 3    | San José          | 14 | 12 | 6 | 2 | 4 | 22 | 18 | +4  |
| 4    | Ind. Petrolero    | 11 | 12 | 4 | 3 | 5 | 18 | 22 | -4  |
| 5    | Destroyers        | 10 | 12 | 3 | 4 | 5 | 11 | 17 | -6  |
| 6    | Oriente Petrolero | 9  | 12 | 3 | 3 | 6 | 11 | 16 | -5  |

### Girone finale
| Pos. | Squadra         | Pt | G  | V | N | P | GF | GS | DR  |
| ---- | --------------- | -- | -- | - | - | - | -- | -- | --- |
| 1    | Bolívar         | 15 | 12 | 6 | 3 | 1 | 21 | 6  | +15 |
| 2    | Wilstermann     | 11 | 12 | 4 | 3 | 3 | 21 | 16 | +5  |
| 3    | The Strongest   | 10 | 12 | 3 | 4 | 4 | 11 | 17 | -6  |
| 4    | Ind. Petrolero  | 9  | 12 | 4 | 1 | 5 | 15 | 13 | +2  |
| 5    | Guabirá         | 8  | 12 | 2 | 4 | 4 | 9  | 21 | -12 |
| 6    | Real Santa Cruz | 7  | 12 | 1 | 5 | 4 | 10 | 14 | -4  |

## Verdetti
- Bolívar campione nazionale
- Metalsan retrocesso
- Stormers promosso dalla seconda divisione (Copa Simón Bolívar).

## Classifica marcatori
| Gol |  |  | Giocatore             | Squadra         |
| --- |  |  | --------------------- | --------------- |
| 23  |  |  | Oscar Omar González   | Ind. Petrolero  |
| 15  |  |  | Claudio Mir           | Bolívar         |
| 15  |  |  | Gastón Taborga        | Wilstermann     |
| 15  |  |  | Walter Maladot        | Wilstermann     |
| 14  |  |  | Hebert Arandia        | Blooming        |
| 13  |  |  | Víctor Antelo         | Bolívar         |
| 12  |  |  | Demetrio Angola       | Wilstermann     |
| 10  |  |  | Jason                 | Real Santa Cruz |
| 10  |  |  | Luis Orellana         | San José        |
| 10  |  |  | Berthy Suárez         | Blooming        |
| 9   |  |  | Wilson Sánchez Cortez | Real Santa Cruz |